# Condado de Armamar
El condado de Armamar fue un título nobiliario español creado a favor de Rui de Matos de Noronha por el rey Felipe IV en julio de 1640. Su denominación hace referencia al municipio de Armamar, distrito de Viseo, en Portugal.
Rui de Matos de Noronha, el primer y único conde de Armamar, se casó con Joana de Vasconcelos, hija de João Luís de Vasconcelos e Meneses, señor de Mafra, y de su mujer María Cabral de Noronha, de quien no hubo descendencia. Fue acusado de complicidad en la conspiración de 1641 contra el rey Juan IV de Portugal, a favor de Felipe IV, y decapitado en la plaza de Rossio en Lisboa. 
El título quedó extinguido después de la ejecución de su primer titular.